# Zelenský potok (přítok Úhlavy)
Zelenský potok je pravostranný přítok řeky Úhlavy v okrese Klatovy v Plzeňském kraji. Délka toku činí 8,8 km. Plocha povodí měří 15,4 km².

## Průběh toku
Potok, jehož povodí je z velké části zalesněno, pramení východně od Hojsovy Stráže v nadmořské výšce okolo 1155 m. Po celé své délce teče převážně severozápadním směrem. Na horním toku proudí jižním okrajem přírodní rezervace Svobodova niva. Níže po proudu se v blízkosti toku nalézá zřícenina Rumpelova mlýna (Rumpelmühle). Mezi čtvrtým a pátým říčním kilometrem, jihozápadně od samoty Denkův Dvůr, protéká potok pod železniční tratí č. 183. Na dolním toku mezi druhým a třetím říčním kilometrem se na obou březích potoka rozprostírá přírodní rezervace Zelenský luh. Po opuštění chráněného území protéká Zelenou Lhotou, kde je přes jeho koryto vedena silnice II/190. Severozápadně od Zelené Lhoty, v nadmořské výšce 523,0 m, vzdouvá hladinu potoka Nýrská přehrada.

### Větší přítoky
Přítoky Zelenského potoka jsou krátké a bezejmenné.

## Vodní režim
Průměrný průtok Zelenského potoka u ústí činí 0,26 m³/s.